# Iglesia del Sagrado Corazón (Oviedo)
La Iglesia del Sagrado Corazón de Jesús o iglesia de Las Salesas es un templo de la ciudad asturiana de Oviedo (España).

## Historia
Está situada en la céntrica calle Nueve de Mayo. Formaba parte del antiguo Convento de la Visitación de Santa María, de la Orden de Las Salesas. El convento fue derribado en los años setenta del siglo XX para construir un centro comercial y viviendas, conservándose únicamente la iglesia que, además, era posterior al propio convento. Esta se levantó en 1886 diseñada por Federico Aparici (mismo autor de la Basílica de Covadonga) con aportaciones de Juan Miguel de la Guardia, consagrándose en 1903. Sirvió como hospital tras el bombardeo del provincial del barrio de Llamaquique en 1937. Durante la guerra civil sufrió algunos daños de escasa importancia.

## Descripción
Es una iglesia en estilo neogótico con planta de cruz latina y ábside poligonal, donde destaca una alta torre con chapitel que fue añadida en 1916 por Julio Galán. El reloj fue colocado en 1941 y fabricado por la empresa Vda. de Perea de Miranda de Ebro. En el interior de la torre destaca un conjunto de campanas originales para las que se diseñó un sistema eléctrico de repique que hoy no funciona. Destacan también sus vidrieras entre las cuales el Calvario, situado en el lateral derecho del Crucero, es uno de sus mejores exponentes. Fueron encargadas a una empresa leonesa.
En la actualidad, desde la marcha de Las Salesas, la iglesia está regentada por la Compañía de Jesús. Se realizaron algunos cambios en su interior albergando los dos altares laterales las imágenes de San Ignacio de Loyola en el lateral izquierdo y la de San Francisco Javier, en el lateral derecho. Ambas imágenes sustituyen a otras anteriores, como la réplica de San Antonio que aún se venera en la iglesia de San Juan el Real, y que fueron trasladadas al actual convento de Las Salesas en el Naranco. En el lateral izquierdo del presbiterio, en posición elevada se conserva la imagen de Santa Juana Francisca de Chantal, fundadora, junto con San Francisco de Sales, de Las Salesas. La puerta de acceso al antiguo convento fue cegada y se mantiene, aún, la bonita reja que cierra el coro superior.